# Fred (Fußballspieler, 1949)
Frederico Rodrigues de Oliveira (* 4. April 1949 in Rio de Janeiro; † 29. Mai 2022), genannt Fred, war ein brasilianischer Fußballspieler.

## Karriere
Fred absolvierte von 1970 bis 1975 für Flamengo Rio de Janeiro wettbewerbsübergreifend 108 Spiele mit 52 Siegen, 33 Unentschieden und 23 Niederlagen. Später war er für den CR Vasco da Gama, Bangu AC, Volta Redonda FC sowie Botafogo FR aktiv.
Für die brasilianische Nationalmannschaft bestritt er 13 Spiele, fünf Siege, fünf Remis und drei Niederlagen. Zudem nahm er an den Olympischen Sommerspielen 1972 teil.
Sein Bruder war Paulo César Lima. Sein Vater Mario Rodrigues de Oliveira spielte ebenfalls für Flamengo und Botafogo.

## Erfolge
Flamengo
- Staatsmeisterschaft von Rio de Janeiro: 1972, 1974

U–23 Nationalmannschaft
- Torneo Preolímpico Sudamericano Sub-23: 1971